# Повторный брак
«Повторный брак» (фр. «Les Mariés de l'an II»; другое название — «Мерзавец») — кинофильм. Буквально название фильма переводится с французского как «Женившиеся во II году» (имеется в виду второй год от провозглашения Франции республикой, когда в стране действовал особый революционный календарь).

## Сюжет
Николя Филибер (Жан-Поль Бельмондо) открыл для себя Америку в 1787 году, нелегально прибыв туда в трюме корабля вест-индской компании. При себе у него не было ни документов, ни денег, и для начала его отправили в тюрьму, где он пробыл три дня. А уже через пять лет на него с завистью смотрели граждане страны, так плохо принявшей его. Благодаря своей предприимчивости он быстро разбогател и собирался жениться на единственной дочери одного из богатейших людей страны, крупного торговца зерном, чьи тридцать кораблей доставляли товар во все концы света. Начинал же Николя сторожем у своего будущего тестя, но вскоре стал его доверенным лицом и помощником.
Во время свадьбы происходит неожиданный инцидент: один из отвергнутых поклонников невесты заявляет, что жених уже состоит в браке и поэтому не имеет права жениться. Пастор прерывает церемонию бракосочетания и предлагает Николя отправиться во Францию и развестись со своей женой. Отец невесты в отчаянии, ведь во Франции запрещены разводы. Но пастор сообщает ему обнадёживающую новость: в стране произошла революция, и первый указ, изданный новой властью, разрешает разводы. Через две недели Николя отправляется во Францию на корабле «Летучая рыба», нагруженном зерном. Он должен не только оформить развод, но и продать зерно. Но войти на пристань ему не дают. Во Франции голод, и народ требует пропустить корабль, однако власти подозревают, что зерно может быть отравленным, и задерживают Николя до выяснения. Ему удаётся бежать из-под стражи, и он отправляется на поиски своей жены Шарлотты. Она была простолюдинка, дочь торговца вином, но благосклонно относилась только к дворянам. Шесть лет назад Николя убил одного барона, домогавшегося её, и вынужден был бежать из Франции на первом же корабле. Так он и оказался в Америке. Отец Шарлотты когда-то нашёл его ребёнком и взял к себе. С Шарлоттой они выросли вместе, как брат и сестра, а затем поженились. Но им не давало покоя предсказание одной цыганки, согласно которому Шарлотта должна была стать принцессой, а Николя — найти славу и деньги в Новом мире. Через полгода после бегства мужа Шарлотта стала любовницей маркиза де Геранда (Сами Фрей) и скрылась с ним. Вот уже четыре года её отец ничего не слышал о ней. Николя предстоит разыскать её. Он нашёл её среди роялистов, возглавляемых маркизом. Но, получив предложение от одного принца, она едет с ним, надеясь, что предсказание цыганки, наконец, исполнится. Николя получает развод, но почему-то не спешит к своей невесте, а вновь едет искать Шарлотту. Они встречаются на границе, которую она пытается пересечь с принцем, буквально на поле боя, где Николя в конце концов подбирает чьё-то ружьё и присоединяется к французским солдатам, идущим в атаку на позиции австрийцев.
Прошло пятнадцать лет, несколько раз перевернувших судьбу Франции и всей Европы. Николя и правда обрёл и славу, и богатство, а Шарлотта Филибер всё-таки стала принцессой.

## В ролях
- Жан-Поль Бельмондо — Николя Филибер / Бастийак (советский дубляж — Николай Александрович)
- Марлен Жобер — Шарлотта (советский дубляж — Капитолина Кузьмина)
- Сами Фрей — маркиз де Геранд (советский дубляж — Анатолий Кузнецов)
- Лаура Антонелли — Полина де Геранд (советский дубляж — Инна Выходцева)
- Мишель Оклер — принц (советский дубляж — Всеволод Ларионов)
- Пьер Брассёр — продавец вина Госслен, отец Шарлотты (советский дубляж — Владимир Кенигсон)
- Жюльен Гийомар — мэр-якобинец (советский дубляж — Степан Бубнов)
- Шарль Деннер — путешественник, последователь Жан-Жака Руссо (советский дубляж — Александр Белявский)
- Патрик Девер — доброволец (советский дубляж — Рудольф Панков)
- Морис Барье — гражданин-патриот (советский дубляж — Гарри Бардин)

Фильм дублирован на киностудии «Союзмультфильм» в 1974 году. Режиссёр дубляжа — Георгий Калитиевский.